# Allopauropus burghardti
Allopauropus burghardti är en mångfotingart som beskrevs av Paul Auguste Remy 1941. Allopauropus burghardti ingår i släktet småfåfotingar, och familjen fåfotingar. Inga underarter finns listade i Catalogue of Life.